# Григорий Явлински
Григо́рий Алексе́евич Явли́нски (10 април 1952, Лвов) е руски икономист и политик, основател на Руската обединена демократическа партия „Яблоко“ и неин председател до 2008 година. Два пъти кандидат за президент на Русия. Доктор на икономическите науки.

## Биография
Явлински е роден в Лвов, Украинска ССР в семейството на евреи. Баща му Алексей Явлински е офицер, а майка му Вера Наумовна е учителка по химия в институт. И двамата му родители са погребани в Лвов, а брат му Михаил все още живее там. Той е свързан с Натан Явлински, ядрен физик, изобретил токамака.
През 1967 и 1968 г. е шампион на Украинската ССР по бокс за юноши. Той решава да стане икономист през ученическите си години. От 1967 г. до 1976 г. учи в Института за народно стопанство „Плеханов“ в Москва в специалност „Икономика на труда“ и продължава следдипломна квалификация също там. Докато е кандидат по икономика, той работи във въгледобивния сектор. След завършване на следдипломната си квалификация той е назначен във Всесъветския научноизследователски институт по въглищни мини. Неговата задача е да изготви нови унифицирани работни инструкции за въгледобивната промишленост. Той беше първият човек в СССР, изпълнил тази задача. За да изпълнява задълженията си, той трябва да слезе в мините. Една от смените му едва не завърши трагично за него, когато мината се срутва. Заедно с четирима работници той прекарва десет часа до кръста в леденостудена вода в очакване на помощ. Трима от пострадалите почиват в болница след спасяването им. Явлински прекара четири години на тази работа. Той гледа на това като възможност да види света, скрит зад пропагандните плакати. Той съобщава за ужасните условия, в които живеят и работят миньорите, но репортажите му нямат ефект.
През 1980 г. Явлински е назначен в Държавния комитет по труда и социалните въпроси на СССР, отговарящ за сектора на тежката промишленост. На тази позиция той започва да разработва проект, насочен към подобряване на трудовата система на СССР. Той идентифицира два различни начина за повишаване на ефективността на системата: или да се установи пълен контрол върху всяко движение на всеки работник в страната, или алтернативно да се даде на предприятията повече независимост. Докладът му за проекта не се хареса на ръководителя на Държавния комитет по труда Юрий Баталин. Комитетът за държавна сигурност на СССР конфискува 600 чернови на доклада на Явлински и го разпитва няколко пъти. Когато Брежнев умира през 1982 г., КДС най-накрая оставя Явлински на мира. Той обаче трябва да спре да работи, тъй като е диагностициран с туберкулоза и е изпратен в лечебно заведение за девет месеца. Черновите на доклада му са изгорени заедно с другите му лични вещи.
От 1984 г. заема ръководна длъжност в Министерството на труда, а след това в Министерския съвет на СССР . В това си качество той трябва да се присъедини към Комунистическата партия на Съветския съюз, чийто член е през 1985–1991 г. Бил е ръководител на Обединения икономически отдел на правителството на СССР. През 1989 г. е назначен за ръководител на отдела на Комисията за икономически реформи, ръководена от академик Леонид Абалкин. 